# Jean-Pierre Heynderickx
Jean-Pierre Heynderickx, né le 5 mai 1965 à Merelbeke, est un coureur cycliste et directeur sportif belge. Coureur professionnel de 1987 à 1998, il est directeur sportif de l'équipe Vlaanderen 2002 en 1999. Il exerce cette fonction au sein de l'équipe Omega Pharma-Lotto en 2011 puis rejoint MTN-Qhubeka en 2015 qui devient Dimension Data en 2016. En 2020, il signe avec Bora-Hansgrohe.

## Palmarès

### Palmarès amateur
- 1984
  -  Champion de Belgique de l'américaine juniors (avec Johan Gallet)
- 1986
  - Deux Jours du Gaverstreek
  - 4e étape du Tour de Campine

### Palmarès professionnel
- 1987
  - Grand Prix de la ville de Vilvorde
  - 2e du championnat de Belgique sur route
- 1988
  - 1re étape du Tour d'Armorique
  - 3e de la Puivelde Koerse
  - 9e de Paris-Tours
- 1989
  - 22e étape du Tour d'Espagne
- 1990
  - Saragosse-Sabiñánigo
  - 3e du Circuit de Getxo
- 1991
  - 2e du Grote Prijs Gemeente Kortemark
  - 3e de Saragosse-Sabiñánigo
  - 3e du Grand Prix de Hannut
  - 3e du Grand Prix Paul Borremans
- 1992
  - 2e de la Ronde des Pyrénées
  - 2e du Circuit de la région linière
  - 3e du Samyn
  - 3e d'À travers la Belgique
  - 3e de la Zwevezele Koers
- 1993
  - Zomergem-Adinkerke
  - Grote Prijs Dr. Eugeen Roggeman
  - 2e de l'Étoile de Bessèges
  - 2e de la Gullegem Koerse
  - 2e de l'Omloop Van de Gemeente Melle
  - 2e du Grand Prix Lanssens
  - 3e du Boland Bank Tour
  - 8e de Paris-Tours
- 1994
  - 5e étape de l'Étoile de Bessèges
  - 2e de la Wanzele Koerse
  - 2e du Mémorial Rik Van Steenbergen
- 1995
  - Clásica de Almería
  - Grand Prix Lucien Van Impe
  - Grote Prijs Dr. Eugeen Roggeman
  - Izegem Koers
  - 2e étape du Tour de Chine
  - 3e du Tour de Zélande centrale
  - 3e de la Gullegem Koerse
  - 3e du Textielprijs Vichte
  - 3e de Paris-Bourges
  - 3e du Grand Prix Beeckman-De Caluwé
- 1996
  - 2e de Binche-Tournai-Binche
- 1997
  - 2e de l'Omloop Van de Gemeente Melle
- 1998
  - Heusden Koers
  - 3e du Circuit du Houtland

## Résultats sur les grands tours

### Tour de France
2 participations
- 1988 : 148e
- 1990 : abandon (11e étape)

### Tour d'Espagne
3 participations
- 1989 : 124e, vainqueur de la 22e étape
- 1990 : abandon (10e étape)
- 1992 : abandon (13e étape)